# Verwaltungsgemeinschaft Sarretal-Wanzleben
In der Verwaltungsgemeinschaft Sarretal-Wanzleben waren im sachsen-anhaltischen Bördekreis die Gemeinden Bottmersdorf, Domersleben, Groß Rodensleben, Hohendodeleben und Klein Rodensleben sowie die Stadt Wanzleben zusammengeschlossen. Am 1. Januar 2004 wurde sie mit der Verwaltungsgemeinschaft „Börde“ Seehausen/Klein Wanzleben zur neuen Verwaltungsgemeinschaft „Börde“ Wanzleben zusammengeschlossen.